# Curnon granulosa
Curnon granulosa (Vayssière, 1906) è un mollusco nudibranchio della famiglia Proctonotidae. È l'unica specie nota del genere Curnon d'Udekem d'Acoz, 2017.